# Keisha Lance Bottoms
Keisha Lance Bottoms (Atlanta, Georgia, 18 de enero de 1970) es una política y abogada estadounidense que fue entre 2018 y 2022 alcaldesa de Atlanta, Georgia. Anteriormente, fue miembro del Concejo de Atlanta, representando a parte del suroeste de la ciudad.

## Educación
Bottoms nació en Atlanta, Georgia, el 18 de enero de 1970. Su madre es Sylvia Robinson y su padre el cantante y compositor Major Lance.
Bottoms estudió en la Frederick Douglass High School. Sus estudios superiores los realizó en la Universidad Agrónoma y Mecánica de Florida y en Georgia State University College of Law (1994).

## Carrera
En junio de 2019, Bottoms anunció su apoyo a Joe Biden en las primarias presidenciales del Partido Demócrata de 2020. En marzo de 2020, Politico informó como una posible candidata a vicepresidenta a elegir por Biden para las elecciones presidenciales de Estados Unidos de 2020.
Bottoms rechazó fuertemente al gobernador de Georgia Brian Kemp después que anunciara la reapertura del comercio en Georgia en abril de 2020, declarando que era demasiado temprano para enfrentar la pandemia de COVID-19.
Cuándo Atlanta experimentó protestas por la muerte de George Floyd, Bottoms condenó los disturbios diciendo:

Esto no es una protesta. Este no es el espíritu de Martin Luther King Jr. Esto es caos. Una protesta tiene propósito. Cuando el doctor King fue asesinado, nosotros no le hicimos esto a nuestra ciudad. Si amas esta ciudad, esta ciudad que ha tenido un legado de alcaldes negros y jefes de policía negros y personas quiénes se preocupan de esta ciudad donde más del 50% de los dueños de negocios en el área metropolitana de Atlanta son pequeños empresarios, si te preocupas por esta ciudad entonces vete a casa.

 Ella también condenó a Donald Trump por aumentar las tensiones raciales, y animó a las personas a votar: 

Si quieres cambios en Estados Unidos, ve y regístrate para votar. Ese es el cambio que necesitamos en este país.